# متروجت لیمیتد
متروجت لیمیتد (به انگلیسی: Metrojet Ltd.) یک شرکت هواپیمایی است که در تاریخ ۱۹۹۵ میلادی تأسیس شده است.
دفتر مرکزی متروجت لیمیتد در هنگ کنگ واقع شده‌است و قطب این شرکت هواپیمایی در فرودگاه بین‌المللی هنگ‌کنگ قرار دارد.